# AsiaWorld-Expo
Die AsiaWorld-Expo (chinesisch 亞洲國際博覽館 / 亚洲国际博览馆, Pinyin Yàzhōu Guójì Bólǎnguǎn, Jyutping Aa3zau1 Gwok3zai3 Bok3laam5gun2, kurz: 亞博 / 亚博,  Yàbó, Jyutping Aa3bok3) ist ein Messe-, Kongress- und Veranstaltungszentrum in Hongkong. Sie befindet sich neben dem Hong Kong International Airport auf der Insel Chek Lap Kok. Neben dem Hong Kong Convention and Exhibition Centre, kurz: HKCEC (香港會議展覽中心 / 香港会议展览中心, kurz: 會展中心 / 会展中心), am Victoria Harbour in Wan Chai Nord, ist die AsiaWorld-Expo einer der größten und wichtigsten Kongress- und Messeveranstaltungsorte Hongkongs.

## Geschichte
Die AsiaWorld-Expo ist ein ÖPP-Projekt (englisch „Public-private-Partnership“ – PPP) zwischen der öffentlichen Hand Hongkongs und der Privatwirtschaft. Der Generalunternehmer Dragages Hong Kong Ltd. (寶嘉建築有限公司) und die Industrial and Commercial Bank of China (Asia) waren Projektentwickler und -partner der Hongkonger Regierung. Das öffentliche Grundstück wurde von der Airport Authority Hong Kong, kurz: AAHK (香港機場管理局, kurz: 機管局), zur Verfügung gestellt. Der Bau der Hallen wurde am 29. März 2004 begonnen und das Areal am 21. Dezember 2005 von Donald Tsang offiziell eröffnet.
In der Arena sind bisher Britney Spears, Kylie Minogue, Madonna, Lady Gaga, Justin Bieber, Coldplay, Taylor Swift, Deep Purple, Oasis und viele weitere aufgetreten.

## Areale
- Arena (Hall 1) ist eine Konzerthalle mit 13.500 Sitzplätzen
- Summit (Hall 2) ist eine Multifunktionshalle mit 5.000 Sitzplätzen
- Große Messehalle, unterteilbar in 8 kleine Hallen, Gesamtgröße: 70.000 m²
- Konferenzräume, Restaurants, Lounges